# Gustav Heinemann
Gustav Heinemann (Schwelm, 1899. július 23. – Essen, 1976. július 7.) konzervatív, majd szociáldemokrata német politikus, 1969 és 1974 között a Német Szövetségi Köztársaság elnöke. Államfői tisztségét megelőzően 1946 és 1949 között Essen városának főpolgármestere, 1949 és 1950 között Konrad Adenauer kormányában belügyminiszter, majd 1966 és 1969 között Kurt Georg Kiesinger kormányában igazságügyi miniszter volt. A Kereszténydemokrata Unióból 1952-ben kilépett, 1957-től Németország Szociáldemokrata Pártjának volt a tagja.

## Pályafutása
Münsteren, Münchenben, Göttingenben, Marburgban és Berlinben tanult közgazdaságtant, politikatudományt és jogtudományokat. Államtudományi és jogtudományi doktorátust szerzett. Már diákként aktívan tevékenykedett a Német Demokrata Párt (Deutsche Demokratische Partei) diákszekcióiban. 1928-ban jogtanácsosként helyezkedett el Essenben, a Rheinische Stahlwerke acélgyárban. 1933-tól a Kölni Egyetemen tanított gazdasági és bányajogot. 1934-ben csatlakozott a Hitvalló egyházhoz, amely elutasította a nemzetiszocialisták hatalomra törését. A Németországi evangélikus egyház tanácsának tagja, az Össznémet szinódus elnöke valamint 1936 és 1952 között az YMCA elnöke volt Essenben.
1945 októberében a Német evangélikus egyház elnökségi tagjaival együtt aláírta a stuttgarti bűnvalló nyilatkozatot. 1946-ban részt vett a Kereszténydemokrata Unió alapításában. A brit megszálló katonai kormány Essen tiszteletbeli polgármesterévé nevezte ki, majd 1946-ban főpolgármesterré választották. A tisztséget 1949-ig töltötte be.
1946-ban a Kereszténydemokrata Unió képviselője Észak-Rajna-Vesztfália tartományi gyűlésében. 1947/48-ban a tartományi kormányban igazságügyi miniszter. 1948 és 1961 között a Világegyházak Tanácsában a nemzetközi ügyekkel foglalkozó bizottság tagja volt. 1949-ben a belügyminiszteri tárcát kapta meg Konrad Adenauer első kormányában, de egy év után lemondott, mert Adenauer a minisztériumot megkerülve ajánlott fel német kontingenst az európai hadsereg számára. 1951-ben közösségbe hívta mindazokat, akik ellenezték Németország újrafelfegyverzését, mert veszélyeztette a két német állam újraegyesítését.
1952-ben kilépett a Kereszténydemokrata Unióból és új pártot alapított, az Össznémet Néppártot (Gesamtdeutsche Volkspartei), ami 1957-ben megszűnt. Ezt követően Németország Szociáldemokrata Pártjának lett a tagja, és újra képviselő a Bundestagban. 1958. január 23-án heves parlamenti vitában Adenauer szemére vetette, hogy rossz külpolitikát folytat, amellyel veszélyezteti a német újraegyesítést. Adam Rapacki, lengyel külügyminiszter javasolta az ENSZ közgyűlésén, hogy Lengyelországot, Nyugat- és Kelet-Németországot atommentes övezetté nyilvánítsák. Heinemann a javaslatban a kelet–nyugati párbeszéd elindításának lehetőségét látta. 1961-ben, közvetlenül a berlini fal felépítése után úgy nyilatkozott, hogy a Brandenburgi kapunál Adenaeur megkapta a választ Németország-politikájára. 1964-ben Moszkvába látogatott Eugen Kogon történésszel.
1966-ban igazságügyi miniszterré nevezték ki Willy Brandt ajánlására Kurt Georg Kiesinger kormányában. Jelentős büntetőjogi reformot sikerült véghezvinnie. Kiállt a gyilkosság, és különösen a náci büntettek elévülési idejének eltörléséért. 1969. március 5-én Németország elnökévé választották. Külföldön pozitívan fogadták Heinemann személyét. Támogatta Willy Brandt új keleti politikáját. Egyik legfontosabb feladatának tartotta, hogy honfitársait polgári viselkedésre és cselekvésre tanítsa, hogy aktívan támogassák a demokráciát, a jogállamiságot és a társadalmi igazságosságot. Nem államelnöknek, hanem az állampolgárok elnökének nevezte magát. Az újévi fogadásokra egyszerű embereket is meghívott, és ez hagyománnyá vált. Fontos volt számára, hogy Németország kibéküljön szomszédaival, és hogy a békét megőrizzék Európában. Visszavonulása után újra Essenben élt, és aktívan követte a politikai eseményeket.